# Långtjärnen (Färila socken, Hälsingland, 684944-148519)
Långtjärnen är en sjö i Ljusdals kommun i Hälsingland och ingår i Ljusnans huvudavrinningsområde. Sjön är 4,4 meter djup, har en yta på 0,0728 kvadratkilometer och befinner sig 367,5 meter över havet. Sjön avvattnas av vattendraget Björnån.

## Delavrinningsområde
Långtjärnen ingår i det delavrinningsområde (684987-148620) som SMHI kallar för Ovan 685013-149302. Medelhöjden är 354 meter över havet och ytan är 17,27 kvadratkilometer. Det finns inga avrinningsområden uppströms utan avrinningsområdet är högsta punkten. Björnån som avvattnar avrinningsområdet har biflödesordning 3, vilket innebär att vattnet flödar genom totalt 3 vattendrag innan det når havet efter 153 kilometer. Avrinningsområdet består mestadels av skog (70 procent) och sankmarker (24 procent). Avrinningsområdet har 0,08 kvadratkilometer vattenytor vilket ger det en sjöprocent på 0,4 procent.